# Троицкое (Лискинский район)
Троицкое — село в Лискинском районе Воронежской области.
Административный центр Троицкого сельского поселения.

## География
Село Троицкое находится в 43 километрах вверх по течению Дона от города Лиски, у левобережной поймы, рядом с озёрами Назар, Белое, Степное.

### Улицы
- ул. 1 Мая,
- ул. Буденного,
- ул. Заводская,
- ул. Крупской,
- ул. Ленина,
- ул. Набережная,
- ул. Новоселов,
- ул. Новоселов 2-я,
- ул. Победы,
- ул. Полевая,
- ул. Семенова.

## Население
| 1859  | 1897  | 2010  | 2012  | 2013  | 2014  | 2015  |
| ----- | ----- | ----- | ----- | ----- | ----- | ----- |
| 1516  | ↗1876 | ↘1203 | ↘1152 | ↘1125 | ↘1096 | ↘1089 |
| 2016  | 2017  | 2018  |       |       |       |       |
| ↘1076 | ↘1038 | ↘1019 |       |       |       |       |

## История
Село Троицкое образовано в 1753 год несколькими семьями из села Урыв Острогожского уезда Воронежской губернии, перешедшими в 1740 году на левую сторону реки Дон. Их привлекли хорошие чернозёмные земли, богатые леса и многочисленные озера.
Вначале небольшой поселок назывался хутором Задонским. Самая ранняя регистрация села относится к 1753 году, тогда это был небольшой хутор, состоящий из 10 дворов. Впоследствии продолжалось переселение крестьян из села Урыв, сюда же приезжали жители из г. Осторгожска и села Колобино.
В 1782 году хутор населяло 528 человек. В 1810 году в нём была построена Троицкая церковь, и после этого село стало называться Троицким.
Первые поселенцы селились на высоком южном берегу озера Белое, рядом с дремучим лесом, состоящим из дубов, кленов и кустарника. Этот лес стеной располагался по всей пойме реки Дон. В лесах водились волки, лисы, зайцы и даже медведи и лоси.
По языку, культуре села можно определить, что предки современных жителей не были жителями северной России, а это были переселенцы с Украины или ближайших её районов.
Первоначальные постройки — это хаты-мазанки, окруженные сараями и плетнями. Хаты и сараи покрывались в основном соломой, реже камышом.